# インジュー朝

インジュー朝
ペルシア語: آل اینجو

インジュー朝（ペルシア語: آل اینجو Āl-i Īnjū）とは、14世紀にイランのファールス地方を支配した地方政権である。インジューとは、「王領」を意味する言葉であり、イルハン朝の王領を管理していた王朝の一族に与えられた称号に由来する。
イルハン朝の衰退期に台頭し、チョバン朝、ムザッファル朝、ジャライル朝などの周辺の勢力と争ったが、1357年にムザッファル朝によって最後の君主アブー・イスハークが処刑される。最後の君主であるアブー・イスハークの治世にはファールス地方のほか、ペルシア湾沿岸部、エスファハーンを支配下に置いていた。

## 歴史
王朝の創始者であるシャラフッディーン・マフムード・シャーはヘラート出身のスーフィーであるアブドゥッラー・アンサーリーの子孫と伝えられている。1303年/1304年にイルハン朝の君主（ハン）であるオルジェイトゥはマフムード・シャーをファールス地方の知事に任命した。マフムード・シャー自身はソルターニーイェのイルハン朝の宮廷に留まり、任地の支配はマスウード・シャー、カイホスロー、ムハンマドら3人の息子に委任した。ファールス地方の経済力を背景にインジュー家は力をつけ、ペルシア南部の政治・経済を掌握していく。有力者のチョバンが処刑された後、マフムード・シャーは彼の地位を継承し、ワズィール（宰相）のギヤースウッディーンと婚姻関係を結び、政務に携わった。
1333年/1334年にイルハン朝のアブー・サイード・ハンによってムザッファル・イーナークが新たなファールスの長官に任命されると、マフムード・シャーがイーナークを敵対視する貴族と共謀して彼を襲撃する事件が起きる。イーナークが逃げ込んだアブー・サイードの宮殿には矢が放たれ、襲撃に参加した貴族はアブー・サイードが没するまで監禁されたが、マフムード・シャーと彼の子はギヤースウッディーンの仲介によってすぐさま釈放された。アブー・サイードが没した後、シーラーズのカイホスローはイーナークを捕らえ、ソルターニーイェに送還した。
アブー・サイード死後のイルハン朝の崩壊の過程で、マフムード・シャーの4人の子は権力をめぐって争い、チョバン朝のシャイフ・ハサン（小ハサン）、ジャライル朝のシャイフ・ハサン（大ハサン）、ムザッファル朝のムバーリズッディーン・ムハンマドが権力闘争に介入した。1335年にハンに推戴されたアルパ・ケウンはマフムード・シャーを処刑し、マスウード・シャーはタブリーズの大ハサンの元に逃亡した。アルパの次にハンに即位したムハンマド・ハンの政権でマスウード・シャーはワズィールの地位に就いてファールスの支配権を承認され、ファールスの支配権の放棄を拒否したカイホスローとムハンマドを投獄し、1338年にカイホスローは獄死した。脱走したムハンマドは小ハサンの甥ピール・フサインと連合し、1339年にサルヴェスターンの戦闘でマスウード・シャーを破るが、ピール・フサインはムハンマドを処刑し、ファールスの単独の支配者となった。シーラーズの住民の放棄によるピール・フサインの追放、マスウード・シャーの反撃の失敗を経て、ピール・フサインがシーラーズの支配者となり、マスウード・シャーと彼の弟のアブー・イスハークはチョバン朝の有力者と同盟して反撃の機会をうかがった。
1342年にアブー・イスハークは小ハサンの兄弟マリク・アシュラフと協力してシーラーズを奪回するが、小ハサンの叔父ヤギ・バスティと同盟したマスウード・シャーに東部のシャバンカーラ地方に退却した。マスウード・シャーとヤギ・バスティの共同統治体制が一時的に成立したが、同1342年にヤギ・バスティはマスウード・シャーを殺害する。アブー・イスハークはシーラーズの住民や近隣の主張の支援を受けてヤギ・バスティをシーラーズから追放し、翌1343年にマリク・アシュラフとヤギ・バスティはシーラーズに進攻するが、タブリーズの小ハサンが急死したため遠征は中止された。アブー・イスハークはインジュー朝の単独の支配者となり、貨幣とフトバに自らの名前を入れた。
ファールスの支配を掌握したアブー・イスハークはムザッファル朝と戦い、抗争は長期にわたった。1345年からムザッファル朝とケルマーンの支配を争い、多額の軍費を費やして複数回の遠征を実施するが失敗し、多くの兵士を失った。ケルマーンを巡る争いに勝利したムバーリズッディーン・ムハンマドは1353年にシーラーズに進軍し、6か月に及ぶ包囲を敷いた。包囲の中でアブー・イスハークはシーラーズの市民、周辺の指導者に疑いを募らせて彼らを排除し、離反したシーラーズの人間はムザッファル朝を支持し、彼らを市内に引き入れた。アブー・イスハークは大ハサンの援助を受けるがシーラーズを奪回できず、エスファハーンに逃れた。1357年にエスファハーンもムバーリズッディーン・ムハンマドに占領され、同年5月にアブー・イスハークはシーラーズで処刑された。

## 文化
歴史家のイブン・ザルクーブ、詩人のハーフェズらインジュー朝時代のシーラーズの知識人はアブー・イスハークの人格を称賛するとともに、学芸の保護者としての側面を書き残している。
インジュー朝時代のシーラーズには、多くのイスラームの聖人の霊廟が建立された。アブー・イスハークはクテシフォンのホスローのイーワーンを模した建造物をシーラーズに建設する計画を立てたが未完に終わり、建築の痕跡は残されていない。シーラーズの金曜モスク内の図書館はインジュー朝時代に建設された建物で、第3代正統カリフウスマーンが記したと伝えられるクルアーンが所蔵されている。

## 歴代君主
- シャラフッディーン・マフムード・シャー（在位：1325年[2] - 1336年）
- ジャラールッディーン・マスウード・シャー（在位：1336年 - 1342年）
  - ギヤースッディーン・カイホスロー（1338年没）
  - シャムスッディーン・ムハンマド（1339年没[2]）
- アブー・イスハーク（在位：1342年 - 1353年[2]）